# エオリアン・ハープ
エオリアン・ハープ（Aeolian Harp）は弦楽器の一種。ウインド・ハープ（Wind Harp）とも。自然に吹く風により音を鳴らす。ギリシア神話の風神アイオロスに由来する。
フレデリック・ショパンの「練習曲 変イ長調 作品25-1」を聴いたロベルト・シューマンが「まるでエオリアンハープを聞いているようだ」と言ったといわれていることから、この曲の愛称としても知られる。

## 歴史
風力を利用した楽器は古代ギリシアの時代から知られており、その起源としてギリシャ神話の神ヘルメスが亀の甲に牛の腸を張り、リラと呼ばれる風を当てるハープを発明したという伝説がある。また、18世紀の東洋・インド学者ウィリアム・ジョーンズは、ヴェーダ文献など古代インドの古詩に記された、ヴィーナーと呼ばれる風によって演奏される弦楽器の存在を示した。
近代では1652年にアタナシウス・キルヒャーがこれを再現し、18～19世紀にかけて使用された。

## 構造
木製の筐体と弦のみで構成されており、形態分類ではツィター属に属する。
中には風を効率よく集めるフラップや蓋を持つものもある。音が鳴る原理は、弦を通過した空気がカルマン渦を発生させ、それを加振力として弦が共振を始め、筐体で共鳴させるというものである。通常の楽器では避けるべきものとされるヴォルフトーンを積極的に利用し、少ないエネルギーで音を出す工夫がなされている。弦はガットもしくは真鍮を用い、4本から多い場合48本張り、基本的に一度に調弦される。心地よく聞こえる和音の組み合わせになっており、音色は調律にはほとんど左右されず、弦の直径と風速で決まるという特徴を持つ。

## 建築
日本の滋賀県守山市にある「セトレマリーナびわ湖」ミュージックホール（2013年）は、建築物そのものがエオリアンハープとなっている。上部の窓から流れ込む琵琶湖のからの風で天井付近の9センチメートル間隔の絃128本が振動し、2.5ミリメートルのラワン合板の内壁で共鳴して発音する。